# Onthophagus parryi
Onthophagus parryi là một loài bọ cánh cứng trong họ Bọ hung (Scarabaeidae).